# Gran Premi de Vínnitsia
El Gran Premi de Vínnitsia és una competició ciclista d'un sol dia que es disputa a Vínnitsia (Ucraïna). Es va crear juntament amb el Gran Premi ISD que es corre l'endemà, per substituir el Gran Premi de Donetsk que es disputava als voltants de Donetsk. La primera edició data del 2007, i al cap de dos anys va entrar a formar part del calendari de l'UCI Europa Tour.

## Gran Premi de Donetsk
| Any  | Vencedor           | Segon              | Tercer           |
| ---- | ------------------ | ------------------ | ---------------- |
| 2007 | Denís Kostiuk      |                    |                  |
| 2008 | Denís Kostiuk      | Iuri Agàrkov       | Dmitrò Krivtsov  |
| 2009 | Mart Ojavee        | Serguei Kolésnikov | Volodímir Ribin  |
| 2010 | Vitali Popkov      | Dmitri Puzànov     | Adriano Angeloni |
| 2011 | Iuri Agàrkov       | Mikhailo Kononenko | Dmitri Kossiakov |
| 2012 | Ilnur Zakarin      | Volodímir Homeniuk | Dmitri Kossiakov |
| 2013 | Anatoli Pàkhtussov | Mikhailo Kononenko | Maksim Pokidov   |

## Gran Premi de Vínnitsia
| Any  | Vencedor      | Segon               | Tercer           |
| ---- | ------------- | ------------------- | ---------------- |
| 2015 | Vitali Buts   | Anatoli Pàkhtussov  | Andriy Khripta   |
| 2016 | Siarhei Papok | Nurbolat Kulimbetov | Yuri Metlushenko |

## Gran Premi ISD
| Any  | Vencedor            | Segon              | Tercer          |
| ---- | ------------------- | ------------------ | --------------- |
| 2015 | Andriy Khripta      | Oleksandr Polivoda | Maksym Vasilyev |
| 2016 | Nurbolat Kulimbetov | Samir Jabrayilov   | Matvei Nikitin  |